# Mistrovství světa v hokejbalu seniorů 2012
Mistrovství světa v hokejbalu seniorů 2012 (anglicky: Master’s World Cup in Street & Ball Hockey 2012) je MS v hokejbalu hráčů nad 40 let, konalo se podruhé a v Plzni, na stadionu Hokejbalové haly Košutka.

## Účastníci
| Vlajka    | Stát                              |
| --------- | --------------------------------- |
| USA       | USA (Severní Amerika)             |
| Česko     | Česko (Evropa)                    |
| Kanada    | Kanada (Severní Amerika)          |
| Slovensko | Slovensko (Evropa)                |
| Řecko     | Řecko (Evropa)                    |
| Rakousko  | Rakousko (Evropa)                 |
| Slovensko | Old Boys Slovakia (Evropa)        |
| Kanada    | Withrow Knights (Severní Amerika) |

## Stadiony
| Město | Stadion                  | Kapacita |
| ----- | ------------------------ | -------- |
| Plzeň | Hokejbalová hala Košutka | 500      |

## Základní skupina

### Skupina A
Ve skupině A hrájí mužstva Česka,Kanady,Rakouska a OB Slovakia.
Zápasy
| 19. září 2012 18.30 |        |          |                                 |
| Česko               | 17 - 1 | Rakousko | Hokejbalová hala Košutka, Plzeň |
|                     |        |          | Hokejbalová hala Košutka, Plzeň |

| 20. září 2012 9.00 |       |        |                                 |
| OB Slovakia        | 1 - 3 | Kanada | Hokejbalová hala Košutka, Plzeň |
|                    |       |        | Hokejbalová hala Košutka, Plzeň |

| 20. září 2012 14.45 |       |          |                                 |
| Kanada              | 8 - 1 | Rakousko | Hokejbalová hala Košutka, Plzeň |
|                     |       |          | Hokejbalová hala Košutka, Plzeň |

| 20. září 2012 16.30 |       |             |                                 |
| Česko               | 4 - 0 | OB Slovakia | Hokejbalová hala Košutka, Plzeň |
|                     |       |             | Hokejbalová hala Košutka, Plzeň |

| 21. září 2012 10.00 |       |             |                                 |
| Rakousko            | 3 - 7 | OB Slovakia | Hokejbalová hala Košutka, Plzeň |
|                     |       |             | Hokejbalová hala Košutka, Plzeň |

| 21. září 2012 16.00 |       |        |                                 |
| Česko               | 3 - 1 | Kanada | Hokejbalová hala Košutka, Plzeň |
|                     |       |        | Hokejbalová hala Košutka, Plzeň |

Tabulka
| Poř. | Tým       | Z | V | R | P | VG | OG | B |
| ---- | --------- | - | - | - | - | -- | -- | - |
| 1.   | Česko     | 3 | 3 | 0 | 0 | 18 | 2  | 6 |
| 2.   | Kanada    | 3 | 2 | 0 | 1 | 12 | 5  | 4 |
| 3.   | Slovensko | 3 | 1 | 0 | 2 | 8  | 10 | 2 |
| 4.   | Rakousko  | 3 | 0 | 0 | 3 | 5  | 26 | 0 |

### Skupina B
Ve skupině B hrájí mužstva USA,Slovenska,Řecka a Withrowa.
Zápasy
| 20. září 2012 10.45 |       |           |                                 |
| Řecko               | 0 - 5 | Slovensko | Hokejbalová hala Košutka, Plzeň |
|                     |       |           | Hokejbalová hala Košutka, Plzeň |

| 20. září 2012 12.30 |       |     |                                 |
| Withrow             | 0 - 4 | USA | Hokejbalová hala Košutka, Plzeň |
|                     |       |     | Hokejbalová hala Košutka, Plzeň |

| 20. září 2012 18.15 |       |       |                                 |
| USA                 | 1 - 2 | Řecko | Hokejbalová hala Košutka, Plzeň |
|                     |       |       | Hokejbalová hala Košutka, Plzeň |

| 20. září 2012 20.00 |       |           |                                 |
| Withrow             | 1 - 5 | Slovensko | Hokejbalová hala Košutka, Plzeň |
|                     |       |           | Hokejbalová hala Košutka, Plzeň |

| 21. září 2012 12.00 |       |     |                                 |
| Slovensko           | 4 - 0 | USA | Hokejbalová hala Košutka, Plzeň |
|                     |       |     | Hokejbalová hala Košutka, Plzeň |

| 21. září 2012 14.00 |       |         |                                 |
| Řecko               | 0 - 0 | Withrow | Hokejbalová hala Košutka, Plzeň |
|                     |       |         | Hokejbalová hala Košutka, Plzeň |

Tabulka
| Poř. | Tým       | Z | V | R | P | VG | OG | B |
| ---- | --------- | - | - | - | - | -- | -- | - |
| 1.   | Slovensko | 3 | 3 | 0 | 0 | 15 | 1  | 6 |
| 2.   | Řecko     | 3 | 1 | 1 | 1 | 2  | 6  | 3 |
| 3.   | USA       | 3 | 1 | 0 | 2 | 5  | 6  | 2 |
| 4.   | Withrow   | 3 | 0 | 1 | 2 | 1  | 10 | 1 |

## Play-off

### Čtvrtfinále
Zápasy
| 22. září 2012 9.30 |        |          |                                 |
| Slovensko          | 11 - 0 | Rakousko | Hokejbalová hala Košutka, Plzeň |
|                    |        |          | Hokejbalová hala Košutka, Plzeň |

| 22. září 2012 11.30 |       |         |                                 |
| Česko               | 9 - 1 | Withrow | Hokejbalová hala Košutka, Plzeň |
|                     |       |         | Hokejbalová hala Košutka, Plzeň |

| 22. září 2012 13.30 |       |     |                                 |
| Kanada              | 8 - 2 | USA | Hokejbalová hala Košutka, Plzeň |
|                     |       |     | Hokejbalová hala Košutka, Plzeň |

| 22. září 2012 15.30 |       |             |                                 |
| Řecko               | 1 - 2 | OB Slovakia | Hokejbalová hala Košutka, Plzeň |
|                     |       |             | Hokejbalová hala Košutka, Plzeň |

### Semifinále
Zápasy
| 2012 18.30 |       |        |                                 |
| Slovensko  | 4 - 2 | Kanada | Hokejbalová hala Košutka, Plzeň |
|            |       |        | Hokejbalová hala Košutka, Plzeň |

| 2012 20.30 |       |                   |                                 |
| Česko      | 5 - 2 | Old Boys Slovakia | Hokejbalová hala Košutka, Plzeň |
|            |       |                   | Hokejbalová hala Košutka, Plzeň |

### O 3. místo
Zápasy
| 2012 18.30        |       |        |                                 |
| Old Boys Slovakia | 3 - 1 | Kanada | Hokejbalová hala Košutka, Plzeň |
|                   |       |        | Hokejbalová hala Košutka, Plzeň |

### Finále
| 2012 18.30 |       |       |                                 |
| Slovensko  | 4 - 2 | Česko | Hokejbalová hala Košutka, Plzeň |
|            |       |       | Hokejbalová hala Košutka, Plzeň |

## Konečné pořadí týmů
| Místo | Tým               |
| ----- | ----------------- |
| 1.    | Slovensko         |
| 2.    | Česko             |
| 3.    | Kanada            |
| 4.    | Old Boss Slovakia |
| 5.    | USA               |
| 6.    | Řecko             |
| 7.    | Withrow           |
| 8.    | Rakousko          |